# Каселе-Мічешть
Каселе-Мічешть, Каселе-Мічешті (рум. Casele Micești) — село у повіті Клуж в Румунії. Входить до складу комуни Феляку.
Село розташоване на відстані 319 км на північний захід від Бухареста, 8 км на південь від Клуж-Напоки.

## Населення
За даними перепису населення 2002 року у селі проживали 11 осіб, усі — румуни. Усі жителі села рідною мовою назвали румунську.